# Матрична механіка
Матрична механіка — математичний формалізм квантової механіки, розроблений Вернером Гайзенберґом,
Максом Борном та Паскуалем Йорданом у 1925.
Матрична механіка була першою незалежною та послідовною квантовою теорією. Вона розвиває ідеї теорії Бора, зокрема відповідає на питання, як відбуваються квантові стрибки. Основна ідея матричної механіки полягає в тому, що фізичні величини, які характеризують частинку, описуються матрицями, що змінюються в часі. Такий підхід цілком еквівалентний хвильовій механіці Ервіна Шредінгера та є основою для бра-кет нотації Дірака для хвильової функції.

## Математичний апарат
В матричні механіці вважається, що фізична система може перебувати в одному із дискретного набору станів n або в суперпозиції цих станів, тож
загалом стан квантовомеханічної системи задається вектором стану: скінченною або нескінченною сукупністю комплексних чисел
{\displaystyle \phi =\left({\begin{matrix}c_{1}\\\vdots \\c_{i}\\\vdots \end{matrix}}\right)},
а кожній фізичній величині A, які можна спостерігати на експерименті відповідає певна матриця
{\displaystyle A=\left({\begin{matrix}a_{11}&\ldots &a_{1n}&\ldots \\\vdots &\vdots &\vdots &\vdots \\a_{n1}&\ldots &a_{nn}&\ldots \\\vdots &\vdots &\vdots &\vdots \\\end{matrix}}\right)}
Реальним фізичним величинам відповідають самоспряжені матриці, для яких
{\displaystyle a_{nm}=a_{mn}^{*}}.
Особливе місце посідає матриця енергії H.
Комплексні величини {\displaystyle c_{n}} задають амплітуду ймовірності того, що квантовомеханічна система перебуває в стані n.
Діагональні елементи матриці A відповідають значенням фізичної величини, коли вона перебуває в певному стані, а недіагональні елементи описують ймовірність переходів системи із одного стану в інший.

## Рівняння руху
Матриця, яка описує фізичну величину, задовольняє рівнянню руху
{\displaystyle {\frac {dA}{dt}}={\frac {\partial A}{\partial t}}+{\frac {i}{\hbar }}[H,A]},
де часткова похідна задає явну залежність фізичної величини від часу, а квадратні дужки означають комутатор матриць A та H. В цій формулі i — уявна одиниця, {\displaystyle \hbar } — зведена стала Планка.
Якщо матриця A відома в початковий момент часу, то, розв'язуючи дане рівняння, можна визначити її в будь-який момент часу.

## Еквівалентність матричної механіки та хвильової механіки
Як показав Джон фон Нойман, матрична механіка повністю еквівалентна хвильовій механіці Шредінгера. Еквівалентність випливає з того, що в хвильову функцію {\displaystyle \psi \,} можна розкласти в ряд, використовуючи певний ортонормований базис функцій {\displaystyle \varphi _{i}}:
{\displaystyle \psi =\sum _{n}c_{n}\varphi _{n}}.
Коефіцієнти цього розкладу {\displaystyle c_{n}\,} задаватимуть вектор стану.
Матриця, яка відповідає певній фізичній величині A задається матричними елементами оператора {\displaystyle {\hat {A}}}
{\displaystyle A_{nm}=\int \varphi _{n}^{*}{\hat {A}}\varphi _{m}d\tau }.
Зважаючи на еквівалентність формулювань, у сучасній квантовій механіці матричний підхід використовується на рівних із описом за допомогою хвильових функцій.